# Jedle mandžuská
Jedle mandžuská (Abies nephrolepis) je jehličnatý strom, pocházející ze severovýchodní Asie – z Číny, Severní Koreje a Ruského Dálného východu.

## Synonyma
- Abies sibirica var. nephrolepis,
- Abies veitchii var. nephrolepis,
- Pinus nephrolepis,
- Abies nephrolepis f.chlorocarpa,
- Abies koreana f. prostrata.

## Popis
Stálezelený, jehličnatý, rychle rostoucí (více než 30 cm za rok, více než 4,5 m za 10 let) strom, dorůstající do 30-35 m. Kmen je oblý a sloupovitý a dosahuje průměru až 1,2 m. Koruna je kuželovitá či vejčitá a hustá. Větve hlavní (větve prvního řádu) vyrůstají vodorovně ze střední větve (osová větev vedoucí, která je pokračováním kmene) a v horní části koruny směřují vzhůru, ve spodní části koruny směřují dolů; větve vedlejší (větve druhého, třetího, čtvrtého a vyšších řádů, které vyrůstají z větví hlavních) rostou též vodorovně, čímž tvoří pro tento strom typickou korunu, která se s věkem stromu vyrovnává a stává se někdy nepravidelnou. Borka je zpočátku hladká a světle šedohnědá, později rozpraskaná a tmavnoucí.
Pupeny jsou červenohnědé a vejčité. Letorosty jsou štíhlé a pevné, rýhované, v rýhách mírně chlupaté, žlutošedohnědé (u Abies × sibirico-nephrolepis šedohnědé a chlupaté). Jehlice jsou spirálovitě uspořádané, směřující vzhůru, u základny silně zakroucené, 1-3 cm dlouhé (hybrid Abies × sibirico-nephrolepis má jehlice kratší) a 2 mm široké; seshora šedozelené, vespod se dvěma stomatárními šedobílými proužky, na špičce proměnlivé – vroubkované až špičaté.
Samčí šištice jsou postranní, seskupené na rubu jehličí a žlutozelené. Samičí šištice (šišky) jsou válcovité, vzpřímené, postranní, často po několika nahloučené, tupé, 4,5-7,5 cm dlouhé a 2-3,5 cm široké (u Abies × sibirico-nephrolepis jsou šišky větší), zpočátku purpurové (či zpočátku zelené – ty jsou popisovány jako Abies nephrolepis forma chlorocarpa), později dozráváním hnědé, s kuželovitými, vytrvalými a tmavohnědými vřeteny; semenné šupiny jsou ve středu šišek ledvinovitého tvaru a 10-12 mm dlouhé a 15-18 mm široké, podpůrné šupiny jsou 14-20 mm dlouhé a zahrnuté či mírně vyčnívající. Semena jsou obvejčitě klínovitá, černá, 5 mm dlouhá a 3 mm široká, s načernalým, 6 mm dlouhým a 5 mm širokým, křídlem. Děložních lístků je 4-5 . Strom kvete v dubnu až květnu, semena dozrávají v září až říjnu.

## Příbuznost
Jedle mandžuská (Abies nephrolepis) je blízce příbuzná s: jedlí korejskou Abies koreana, jedlí sachalinskou Abies sachalinensis, jedlí Veitchovou Abies veitchii a jedlí sibiřskou Abies sibirica.
Jedle mandžuská (Abies nephrolepis) se v Číně (v provincii Chej-lung-ťiang) přirozeně kříží s jedlí sibiřskou Abies sibirica a vzniklý hybrid (kříženec) se nazývá:
- Abies × sibirico-nephrolepis. [2]

## Výskyt
Čína (provincie Che-pej, Chej-lung-ťiang, Ťi-lin, Liao-ning, Šen-si); Severní Korea; Rusko (Amurská oblast, Chabarovský kraj, Přímořský kraj).

## Ekologie
Horský strom, roste v nadmořských výškách 500-700 m na východní Sibiři a 750-2000 m v severovýchodní Číně, v rozmanitých, dobře odvodňovaných, horských půdách, optimální pH půdy je 5,6-6,5  (kyselá až mírně kyselá půda), ve studeném klimatu (mrazuvzdorný do −40 °C) s krátkými, studenými a vlhkými léty a dlouhými, studenými zimami. Voda se zde vyskytuje většinou ve formě sněhu. Strom dobře roste při plném oslunění. Jedle mandžuská obvykle roste dohromady s: jedlí sibiřskou, borovicí korejskou, smrkem ajanským, borovicí zakrslou, jalovcem chvojkou Juniperus sabina varieta davurica, smrkem sibiřským, borovicí sibiřskou, jeřábem ptačím Sorbus aucuparia (synonymum Sorbus amurensis), aktinidií kolomiktou a dalšími.

## Využití člověkem
V severovýchodní Číně a Koreji je důležitým zdrojem dřeva, používaného v tesařství, na výrobu překližky a dýhy.

## Ohrožení
Jedle mandžuská není podle organizace IUCN ohrožena; tendence stavu její populace nicméně klesá. Hlavní ohrožení pro strom představuje především kácení, které je pro populaci stromu obzvláště nebezpečné v kombinaci s lesními požáry a spásáním, které snižují či brání regeneraci populace jedle mandžuské. Část populace stromu se vyskytuje v chráněných oblastech, nicméně větší část jeho populace se vyskytuje mimo tyto oblasti. 

## Galerie

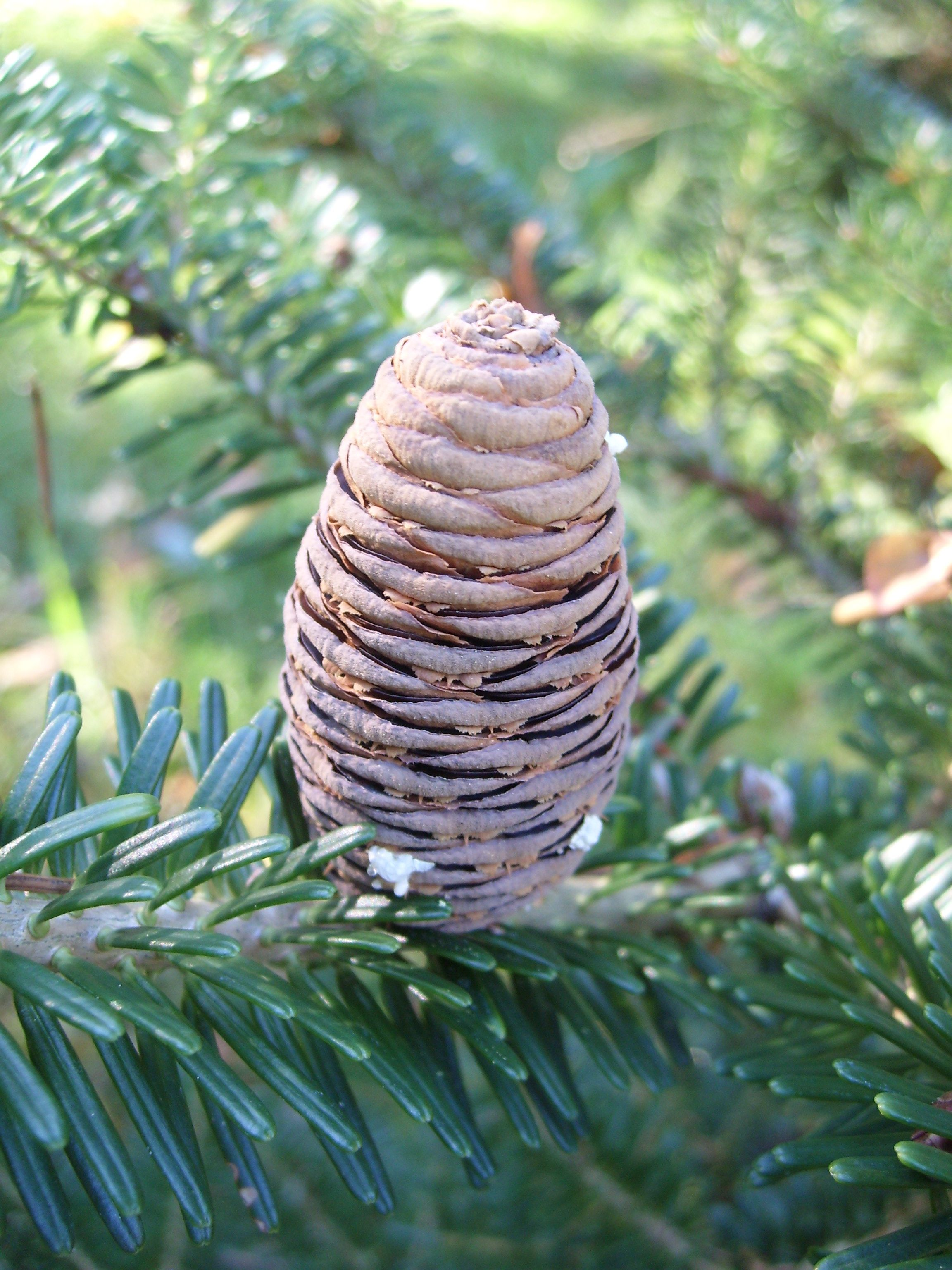
Jedle mandžuská, jehlice a samičí šištice – šiška.
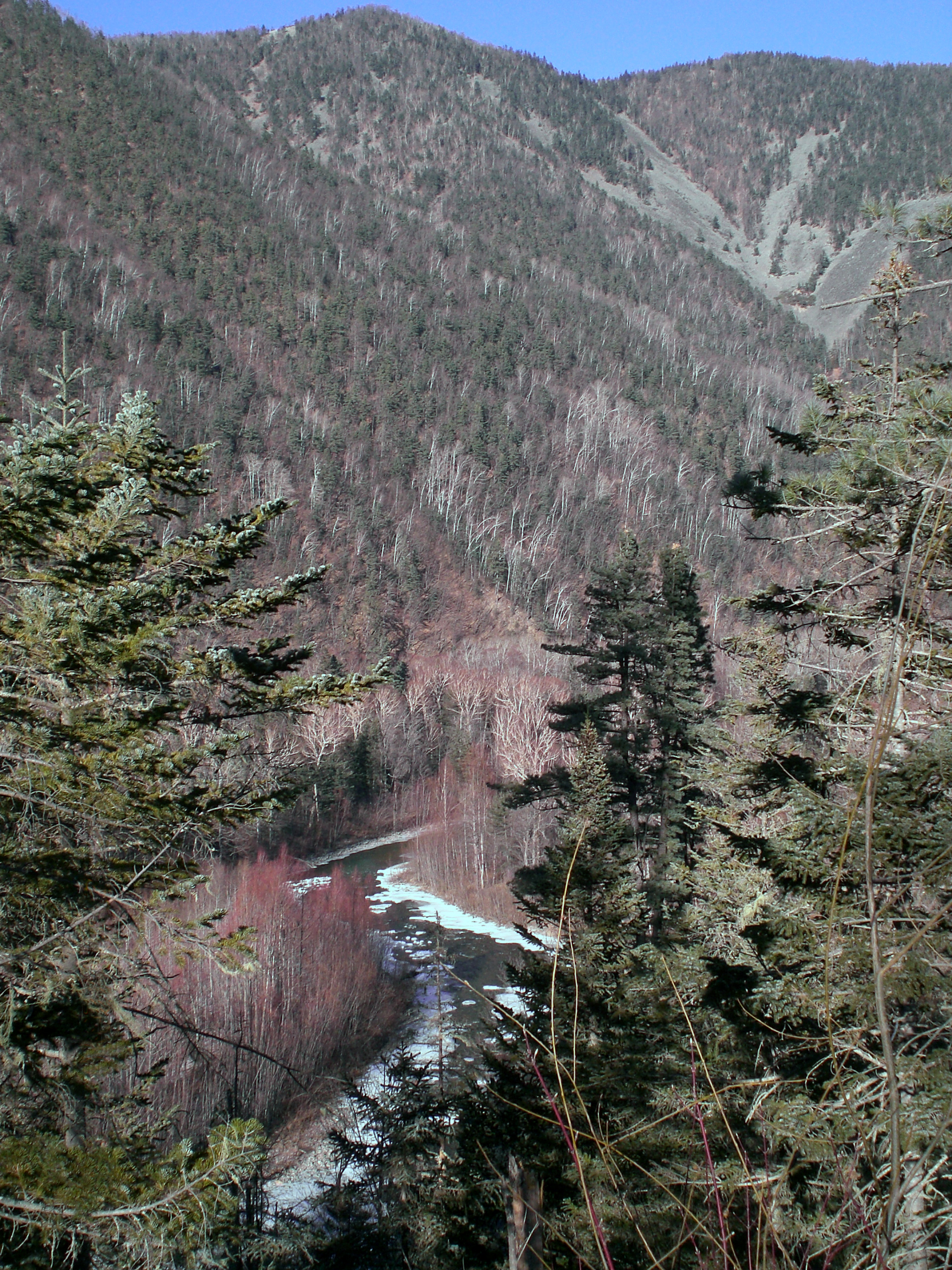
Jedle mandžuská, les kolem řeky Maximovky, v rajónu Terneysky District, Přímořský kraj, Rusko